# 国際連合安全保障理事会決議第千二百六十七号等を踏まえ我が国が実施する財産の凍結等に関する特別措置法
国際連合安全保障理事会決議第千二百六十七号等を踏まえ我が国が実施する財産の凍結等に関する特別措置法（こくさいれんごうあんぜんほしょうりじかいけつぎだいせんにひゃくろくじゅうななごうとうをふまえわがくにがじっしするざいさんのとうけつとうにかんするとくべつそちほう）は、国際テロリストや北朝鮮・イランに係る大量破壊兵器等の開発関係者を公告し、その財産を凍結するための日本の法律（特別措置法）である。
法令番号は平成26年法律第124号。2014年（平成26年）11月27日に公布された。略称は国際テロリスト等財産凍結法（こくさいてろりすととうざいさんとうけつほう）。国家公安委員会が所管し、都道府県公安委員会がその執行を担う。

## 構成
- 第1章 - 総則（第1条・第2条）
- 第2章 - 公告及び指定（第3条~第8条）
- 第3章 - 財産凍結等対象者の財産の凍結等の措置（第9条~第20条）
- 第4章 - 雑則（第21条~第28条）
- 第5章 - 罰則（第29条~第32条）
- 附則

## 概要
日本は、外国為替及び外国貿易法（外為法）に基づき経済制裁措置を実施しているが、そのうち金融制裁による資産凍結・資金移転防止措置については、対外取引管理法である外為法では制裁対象者による国内取引の規制が十分に確保できないことから、国内取引を含めて規制可能とするために本法が制定された。
本法に基づき、国家公安委員会により財産凍結等対象者として公告された者は、動産・不動産その他の財産の贈与を受けること、財産の貸付を受けること、各種財産の処分の対価を受け取ること、債務履行を受けることが規制される。。
2022年12月9日に公布された「国際的な不正資金等の移動等に対処するための国際連合安全保障理事会決議第千二百六十七号等を踏まえ我が国が実施する国際テロリストの財産の凍結等に関する特別措置法等の一部を改正する法律」により、従来国際テロリスト等に限られていた規制対象を北朝鮮・イランに係る大量破壊兵器等開発関係者に拡大するための改正が行われた。